# Klaus-Peter Hellriegel

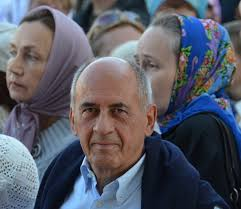
Klaus-Peter Hellriegel

Klaus-Peter Hellriegel (* 5. Juli 1939 in Lörrach) ist ein deutscher Internist und Onkologe.
Nach Promotion und Habilitation war er Privatdozent, später außerplanmäßiger Professor an der Universität Köln. Er wechselte als  außerplanmäßiger Professor an die Freie Universität Berlin. Bis zur Schließung 2001 war er Chefarzt der Inneren Abteilung des Krankenhauses Berlin-Moabit. Anschließend war er Direktor der Klinik für Innere Medizin, Hämatologie und Onkologie im Vivantes-Klinikum im Friedrichshain.
Er war von 1987 bis 2005  Vorsitzender der Berliner Krebsgesellschaft.

## Ehrungen
- 1997: Verdienstkreuz am Bande der Bundesrepublik Deutschland
- 2004: Verdienstkreuz 1. Klasse der Bundesrepublik Deutschland
- 2004: Ernst-von-Bergmann-Plakette[3]
- Ludwig Heilmeyer-Medaille
- Medien-Medaille